# گیسن (منطقه)
گیسن (به آلمانی: Giessen) یک رگیرونگسبتسیرک در آلمان است که در هسن واقع شده‌است.

## خصوصیات
گیسن ۱٬۰۶۱٬۴۴۴ نفر جمعیت دارد.